# 納賀蒙尼德
摩西·本·納賀蒙（希伯來語：‎；1194年—1270年），常稱納賀蒙尼德（拉丁語：Nachmanides），是一位中世紀猶太學者、西班牙塞法迪犹太拉比及聖經註解家，對1099年十字軍東征之後的猶太人社區重建起著重要作用。他一生大部分時間都在阿拉贡联合王国赫罗纳度過。1263年他在巴塞罗那争议中反對巴勃羅·克里斯蒂亞尼；納賀蒙尼德认为猶太人不需要皈依基督教，因此遭到放逐，他的著作也被盡數燒毀。他最後流落到耶路撒冷王國，並最終在這個猶太人的聖地死去。

## 外部連接
- Video Lecture on Nachmanides （页面存档备份，存于） by Dr. Henry Abramson
- Iggeres HaRamban - Nachmanides's letter to his son （页面存档备份，存于）
- Igeres Haramban - An Eleven Step Program[]

]